# 竹林義久
竹林 義久（たけばやし よしひさ、1953年12月27日 - ）は、日本の内閣府官僚。内閣府沖縄総合事務局長や、内閣府大臣官房審議官、日本学術会議事務局長等を歴任した。

## 人物・経歴
長崎県出身。福岡県立糸島高等学校を経て、1976年九州大学法学部卒業、総理府入庁。1983年山形県警察本部交通部交通指導課長。1990年沖縄開発庁長官秘書官事務取扱。1991年公害等調整委員会事務局審査官。同年総務庁北方対策本部参事官。1993年総務庁統計センター管理課長。1994年総務庁人事局高齢対策課長。1997年総務庁青少年対策本部企画調整課長。1999年沖縄開発庁総務局企画課長。2001年内閣府迎賓館次長。同年内閣府大臣官房参事官（人事課）。2003年内閣府賞勲局総務課長。2004年内閣府沖縄総合事務局長。2007年内閣府大臣官房審議官（国民生活局・男女共同参画局担当）。2008年内閣府日本学術会議事務局長。2010年沖縄振興開発金融公庫理事、公庫団信サービス協会監事。2016年日本自転車普及協会評議員。